# 2023년 대한민국의 영화 목록
다음은 2023년에 개봉됐던 대한민국의 영화 목록이다.

## 개봉작
일자가 색으로 칠해져 있는 영화는 개봉된 영화를 의미한다. 개봉일은 대한민국 기준.

### 상반기
| 개봉일 | 개봉일 | 제목                                        | 배급사                             | 감독     | 출연진 | 장르                      | 비고     |
| ------ | ------ | ------------------------------------------- | ---------------------------------- | -------- | --- | ------------------------- | -------- |
| 1월    | 4일    | 스위치                                      | 롯데컬처웍스, (주)롯데엔터테인먼트 | 마대윤   | 권상우, 오정세, 이민정, 박소이, 김준                                                                                               | 기타                      |          |
| 1월    | 5일    | 강남좀비                                    | (주)와이드릴리즈                   | 이수성   | 지일주, 지연 | 드라마                    |          |
| 1월    | 12일   | 별 볼일 없는 인생                           | (주)이놀미디어                     | 서동현   | 정가은 | 멜로/로맨스               |          |
| 1월    | 12일   | 10일간의 애인                               | (주)그노스                         | 이영용   | 송민경 | 멜로/로맨스               |          |
| 1월    | 18일   | 교섭                                        | 플렉스엠엔터테인먼트               | 임순례   | 황정민, 현빈, 강기영 | 드라마                    |          |
| 1월    | 18일   | 유령                                        | (주)CJ ENM                         | 이해영   | 설경구, 이하늬, 박소감, 박해수, 서현우, 김동희                                                                                     | 액션                      |          |
| 1월    | 20일   | 정이                                        | 넷플릭스                           | 연상호   | 강수연, 김현주, 류경수 | SF                        |          |
| 1월    | 25일   | 열여덟, 어른이 되는 나이                    | 필름 다빈                          | 주영     | 임선우, 김명찬, 이장유, 박현숙 | 드라마                    |          |
| 2월    | 8일    | 다음 소희                                   | 트윈플러스파트너스                 | 정주리   | 김시은, 배두나, 박우영, 정수하 | 드라마                    |          |
| 2월    | 8일    | 어쩌면 우린 헤어졌는지 모른다               | (주)영화특별시 에스엠씨            | 형슬우   | 이동휘, 정은채, 강길우, 정다은 | 드라마                    |          |
| 2월    | 8일    | 우리 사랑이 향기로 남을 때                  | (주)콘텐츠존, (주)다자인소프트     | 임성용   | 윤시윤, 설인아, 노상현, 문지인, 이규복, 김영웅                                                                                     | 멜로·로맨스·코미디        |          |
| 2월    | 17일   | 스마트폰을 떨어뜨렸을 뿐인데                | 넷플릭스                           | 김태준   | 천우희, 임시완, 김희원 | 스릴러                    |          |
| 2월    | 22일   | 카운트                                      | (주)CJ ENM                         | 권혁재   | 진선규, 성유빈, 오나라, 고창석, 장동주, 고규필                                                                                     | 드라마                    |          |
| 2월    | 22일   | 살수                                        | (주)제이앤씨미디어그룹             | 곽정덕   | 신현준, 이문식, 김민경, 홍은기, 최성원                                                                                             | 액션                      |          |
| 2월    | 23일   | 컨버세이션                                  | 필름 다빈                          | 김덕중   | 조은지, 박종환, 곽민규, 소이, 송은지, 곽진무                                                                                       | 드라마                    |          |
| 3월    | 1일    | 멍뭉이                                      | (주)와이웍스엔터테인먼트           | 김주환   | 유연석, 차태현 | 드라마                    |          |
| 3월    | 1일    | 대외비                                      | 플러스엠엔터테인먼트               | 이원태   | 조진웅, 이성민, 김무열 | 범죄, 드라마              |          |
| 3월    | 8일    | 그대 어이가리                               | (주)영화사 순수                    | 이창열   | 선동혁, 정아미, 박종진 | 드라마                    |          |
| 3월    | 15일   | 소울메이트                                  | (주)넥스트엔터테인먼트월드         | 민용근   | 김다미, 전소니, 변우석 | 드라마                    |          |
| 3월    | 23일   | 낭만 캠퍼스                                 | (주)콘텐츠윙                       | 박동기   | 신민재, 송보은, 이경욱, 설유진, 현진영, 박동기, 김세환                                                                             | 드라마                    |          |
| 3월    | 29일   | 여섯 개의 밤                                | (주)인디스토리                     | 최창환   | 강길우, 강진아, 김시은, 변중희, 이한주, 정수지                                                                                     | 드라마, 멜로·로맨스, 가족 |          |
| 3월    | 29일   | 여덟 번째 감각                              | (주)플레이그램                     | 배인우   | 오준택, 임지섭, 박해인, 장영준, 방진원, 서지안, 채수아                                                                             | 멜로·로맨스               |          |
| 3월    | 29일   | 웅남이                                      | (주)CJ CGV                         | 박성광   | 박성웅, 이이경, 염혜란, 최민수, 오달수, 윤제문, 백지혜, 서동원, 한다솔                                                             | 코미디, 액션              |          |
| 3월    | 29일   | 찬란한 나의 복수                            | 영화배급협동조합 씨네소파          | 임성운   | 허준석, 이영석, 남보라 | 드라마                    |          |
| 3월    | 29일   | 흐르다                                      | M&M 인터내셔널                     | 김현정   | 이설, 박지일 | 드라마                    |          |
| 4월    | 5일    | 리바운드                                    | (주)바른손이앤아이                 | 장항준   | 안재홍, 양한열 | 드라마                    |          |
| 4월    | 5일    | 장기자랑                                    | (주)영화사 진진                    | 이소현   | 김명임, 김도현, 김순덕, 박유신, 이미경, 최지연, 박혜영                                                                             | 다큐멘터리                |          |
| 4월    | 5일    | 오늘 출가합니다                             | (주)트리플픽쳐스                   | 김성환   | 양홍주, 나현준 | 드라마                    |          |
| 4월    | 5일    | 불멸의 여자                                 | 드림팩트엔터테인먼트               | 최종태   | 이음, 윤가현, 인내상 | 드라마                    |          |
| 4월    | 6일    | 솔라 플라워                                 | ㈜스토리제이                       | 한경탁   | 오원빈, 서지희, 심현탁, 박정철, 김수하, 김민, 김봉주, 조수빈, 정병훈                                                               | 멜로,로맨스,드라마        |          |
| 4월    | 12일   | 사랑의 고고학                               | (주)엣나인필름                     | 이완민   | 옥자연, 기윤, 하민호 | 드라마                    |          |
| 4월    | 12일   | 보이지 않아                                 | 아웃런브라더스픽쳐스               | 최세환   | 박호산, 신애리, 백수련, 이노아, 정혜인, 이용녀                                                                                     | 드라마                    |          |
| 4월    | 12일   | 제비                                        | (주)시네마달                       | 이송희일 | 윤박, 우지현, 박미현, 장희령, 이대연, 박소진, 유인수                                                                               | 드라마                    |          |
| 4월    | 12일   | 나는 여기에 있다                            | 와이드릴리즈(주)                   | 신근호   | 조한선, 정지운, 정태우, 노수산나, 박순천, 정인기, 이지원                                                                           | 범죄·액션·스럴리          |          |
| 4월    | 12일   | 물안에서                                    | 영화제작전원사, 콘텐츠판다         | 홍상수   | 신석호, 하성국, 김승윤, 김민희, 김소령                                                                                             | 드라마                    |          |
| 4월    | 12일   | 밥만 잘 사주는 이상한 이사님 극장판         | CJ CGV                             | 양경희   | 박정우, 박영훈 | 드라마,멜로               |          |
| 4월    | 14일   | 킬링 로맨스                                 | 롯데컬쳐웍스 (주)롯데엔터테인먼트  | 이원석   | 이하늬, 이선균, 공명, 김상욱 | 코미디                    |          |
| 4월    | 19일   | 낭만적 공장                                 | (주)영화사오윈                     | 조은성   | 심희섭, 전혜진, 한승도, 박수영 | 멜로·로맨스               |          |
| 4월    | 19일   | 튤립 모양                                   | 삼거리픽쳐스                       | 양윤모   | 유다인, 김다현, 문희경, 김정균, 진혜원, 이지용                                                                                     | 드라마                    |          |
| 4월    | 26일   | 드림                                        | (주)플렉스엠엔터테인먼트           | 이병헌   | 박서준, 아이유, 김종수, 고창석, 정승길, 이현우, 양현민, 홍완표, 허준석, 이하늬                                                     | 드라마                    |          |
| 4월    | 27일   | 2퍼센트                                     | 시네마 뉴원                        | 문신구   | 허지나, 남명렬 | 드라마                    |          |
| 5월    | 10일   | 롱디                                        | (주)넥스트엔터테인먼트             | 임재완   | 장동윤, 박유나 | 멜로·로맨스·코미디        |          |
| 5월    | 10일   | 바람개비                                    | (주)디스테이션                     | 이상훈   | 차선우, 유지애, 김소희, 이원석, 서지후                                                                                             | 액션                      |          |
| 5월    | 10일   | 스트리머                                    | TCO(주)더콘텐츠온                  | 장형모   | 이푸름, 권민혁, 김준형, 심소영, 김모범                                                                                             | 공포·미스터리             |          |
| 5월    | 17일   | 말이야 바른 말이지                          | 씨에스픽쳐스                       | [ 1 ]    | 김경일, 양현민, 김소형, 김우겸, 정승길, 조윤서, 신사랑, 오경화, 서벽준, 정유연                                                     | 코미디                    |          |
| 5월    | 18일   | 남자는 처음을 원하고 여자는 마지막을 원한다 | (주)스토리제이                     | 이현준   | 윤성모, 정미미, 장원혁 | 멜로·로맨스               |          |
| 5월    | 24일   | 스프린터                                    | 스튜디오 에이드                    | 최승연   | 박성일, 공민정, 임지호, 전신환, 송덕호, 최준혁, 한태경                                                                             | 기타                      |          |
| 5월    | 31일   | 드림팰리스                                  | (주)인디스토리                     | 가성문   | 김선영, 이윤지, 최민영, 김용준 | 드라마                    |          |
| 5월    | 31일   | 범죄도시 3                                  | (주)에이비오엔터테인먼트           | 이상용   | 마동석, 이준혁, 아오키 무네타카, 이범수, 김민재, 이지훈, 김도건, 고규필, 전석호, 최동구, 이세호, 안세호, 강윤, 배누리, 쿠니무라 준 | 범죄, 액션                | 천만영화 |
| 6월    | 7일    | 박하경 여행기                               | CJ엔터테인먼트                     | 이종필   | 이나영 | 드라마                    |          |
| 6월    | 7일    | 익스트림 페스티벌                           | 트윈플러스파트너스(주)             | 김홍기   | 김재화, 조민재, 박강섭 | 코미디                    |          |
| 6월    | 8일    | 안나푸르나                                  | 시네마뉴원                         | 황승제   | 김강현, 차선우, 한수연, 신연서, 서은채                                                                                             | 드라마                    |          |
| 6월    | 8일    | 육지것들                                    | (주)씨엠닉스                       | 이황     | 소이 | 코미디                    |          |
| 6월    | 14일   | 실버맨                                      | (주)이놀미디어                     | 최윤호   | 김정팔, 박상욱, 신의현, 이경준, 유재인                                                                                             | 드라마                    |          |
| 6월    | 21일   | 귀공자                                      | (주)넥스트엔터테인먼트월드         | 박훈정   | 김선호, 강태주, 김강우, 고아라 | 액션                      |          |
| 6월    | 21일   | 손                                          | (주)이눌미디어                     | 최윤호   | 이재원, 박상욱, 정서하, 허웅, 안수호                                                                                               | 공포,코미디               |          |
| 6월    | 21일   | 인드림                                      | (주)원더스튜디오                   | 신재호   | 서효림, 오지호, 김승수, 이설구, 노지유                                                                                             | 액션                      |          |
| 6월    | 28일   | 아수라장: 범털들의 전쟁                     | (주)제이앤씨미디어그룹             | 윤여창   | 정영주, 안미나, 배진아, 한가은 | 범죄                      |          |
| 6월    | 28일   | 라방                                        | 트리플픽쳐스                       | 최주연   | 박성웅, 박선호, 김희정 | 스릴러                    |          |

### 하반기
| 개봉일 | 개봉일 | 제목                            | 배급사                               | 감독           | 출연진 | 장르             | 비고            |
| ------ | ------ | ------------------------------- | ------------------------------------ | -------------- | --- | ---------------- | --------------- |
| 7월    | 5일    | 악마들                          | TCO(주)더콘텐츠온                    | 김재훈         | 장동윤, 오대환 | 액션, 스릴러     |                 |
| 7월    | 5일    | 어디로 가고 싶으신가요          | (주)디스테이션                       | 김희정         | 박하선, 김남희, 전석호, 문우진 | 드라마           |                 |
| 7월    | 5일    | 빈틈 없는 사이                  | (주)갤리온엔터테인먼트               | 이우철         | 이지훈, 한승연 | 멜로,로맨스      |                 |
| 7월    | 12일   | 비밀의 언덕                     | (주)엣나잇필름                       | 이지은         | 문승아, 임선우, 장선, 강길우, 장재희 | 드라마           |                 |
| 7월    | 12일   | 좋.댓.구                        | 트윈플러스파트너스(주)               | 박상민         | 오태경 | 코미디           |                 |
| 7월    | 20일   | 소녀작가 입문기                 | 미디어톡                             | 유정현         | 주아름, 김영민, 채민서, 이동하, 이준혁, 김기두, 이슬아, 이봄, 전유진                                                                                                  | 코미디           |                 |
| 7월    | 26일   | 밀수                            | (주)넥스트엔터테인먼트               | 류승완         | 김혜수, 염정아, 조인성, 박정민, 김종수, 고민시 | 범죄             |                 |
| 7월    | 26일   | 레이디                          | (주)씨엠닉스                         | 오성수         | 오성수 | 기타             |                 |
| 7월    | 26일   | 비닐하우스                      | (주)트리플픽쳐스                     | 이솔희         | 김서형 | 범죄             |                 |
| 8월    | 2일    | 더 문                           | (주)씨제이이엔엠                     | 김용화         | 설경구, 도경수, 김희애, 박영은, 조한철, 최병모, 홍승희 | SF, 액션, 드라마 |                 |
| 8월    | 2일    | 다섯 번째 흉추                  | (주)인디스토리                       | 박세영         | 정수민, 함석연, 온정연 | 드라마           |                 |
| 8월    | 2일    | 비공식작전                      | (주)쇼박스                           | 김성훈         | 하정우, 주지훈 | 드라마           |                 |
| 8월    | 3일    | 신입사원: 더 무비               | (주)나인플래너스                     | 김조광수       | 권혁, 문지용, 김태용, 남규희 | 기타             |                 |
| 8월    | 6일    | 낭만여행                        | 낭만필름                             | 박동기         | 김조운, 정종우, 박동기, 송보은, 박지영, 김세환, 이경욱, 설유진, 전이서                                                                                                | 코미디           |                 |
| 8월    | 9일    | 콘크리트 유토피아               | (주)롯데엔터테인먼트                 | 엄태화         | 이병헌, 박서준, 박보영, 김선영, 박지후, 김도윤 | 드라마           |                 |
| 8월    | 10일   | 연악: 나의 운명                 | (주)도화원엔터테인먼트               | 박한열         | 정욱, 송민경, 손건우, 이영욱, 박근수, 서문경, 윤배영 | 드라마           |                 |
| 8월    | 15일   | 달짝지근해 7510                 | (주)마인드마크                       | 이한           | 유해진, 김희선, 차인표, 진선규, 한선화, 정다은 | 코미디           |                 |
| 8월    | 15일   | 보호자                          | (주)에이스메이커무비윅스             | 정우성         | 정우성, 김남길, 박성웅, 김준한, 박유나, 이엘리야 | 액션             |                 |
| 8월    | 16일   | 그 노래                         | (주)씨엠닉스                         | 오성수         | 한기찬 | 드라마           |                 |
| 8월    | 16일   | 너의 순간                       | 영화로운 형제                        | 이상준         | 우지현, 옥자연, 이상일, 차희 | 멜로·로맨스      |                 |
| 8월    | 16일   | 지옥만세                        | 찬란                                 | 임오정         | 오우리, 방효린, 정이주, 박성훈, 이선희,이주원, 이은솔, 이린하, 이나연, 이예빛, 이지유, 박준우, 김선경, 최묘견, 김경환, 서미영, 박창순, 임세운, 공도은, 이현성, 한기옥 | 어드벤처         |                 |
| 8월    | 30일   | 그녀의 취미생활                 | 트리플 픽쳐스                        | 하영미         | 정이서, 김혜나, 우지현, 황정남, 조정근 | 미스터리         |                 |
| 8월    | 30일   | 물꽃의 전설                     | (주)영화사 진진                      | 고희영         | 현순직, 채지애 | 다큐멘터리       |                 |
| 8월    | 30일   | 타겟                            | 플렉스엠 엔터테인먼트                | 박희근         | 신혜선, 김성균, 임성재, 임철수, 이주영, 금새록 | 스릴러           |                 |
| 9월    | 6일    | 잠                              | 롯데컬처웍스 (주)롯데엔터테인먼트    | 유재선         | 정유미, 이선균 | 미스터리         |                 |
| 9월    | 6일    | 너의 시선이 머무는 곳에         | (주)CJ CGV                           | 황다슬         | 한기찬, 장의수, 최연청, 전재영 | 드라마, 멜로     |                 |
| 9월    | 13일   | 안녕, 내일 또 만나              | (주)영화사 안다미로                  | 백승민         | 심희섭, 홍사빈, 신주협, 김주령 | 드라마           |                 |
| 9월    | 13일   | 차박 - 살인과 낭만의 밤         | (주)디스테이션                       | 형인혁         | 데니안, 김민채, 홍경인 | 스릴러           |                 |
| 9월    | 13일   | 치악산                          | 와이드 릴리즈(주)                    | 김선웅         | 윤균상, 김예원, 이태환, 배그린, 연제욱 | 공포(호러)       |                 |
| 9월    | 13일   | 잔고: 분노의 적자               | (주)영화사 그램                      | 백승기         | 정광우, 서현민, 손이용, 손규진 | 서부극           |                 |
| 9월    | 20일   | 폭로                            | (주)메리크리스마스                   | 홍용호         | 강민혁, 유다인, 공상아, 정새별 | 범죄, 스릴러     |                 |
| 9월    | 21일   | 가문의 영광:리턴즈              | (주)넥스트엔터테인먼트월드           | 정태원, 정용기 | 윤현민, 유라, 김수미, 탁재훈, 정준하, 추성훈, 고윤 | 코미디           |                 |
| 9월    | 27일   | 1947 보스톤                     | (주)콘텐츠지오, 롯데엔터테인먼트     | 강제규         | 하정우, 임시완, 배성우, 김상호, 박은빈, 류해준 | 드라마           |                 |
| 9월    | 27일   | 거미집                          | 바른손 E&A                           | 김지운         | 송강호, 임수정, 오정세, 전여빈, 정수정 | 드라마           |                 |
| 9월    | 27일   | 절해고도                        | 아이엠 무브먼트                      | 김미영         | 이연, 정수빈, 강경현 | 드라마           |                 |
| 9월    | 27일   | 천박사 퇴마 연구소: 설경의 비밀 | (주)CJ ENM                           | 김성식         | 강동원, 허준호, 이솜, 이동휘, 김종수 | 기타             |                 |
| 10월   | 3일    | 30일                            | (주)영화사 울림                      | 남대중         | 강하늘, 정소민 | 코미디           |                 |
| 10월   | 11일   | 봉태리                          | (주)보더레스랩                       | 박정례         | 김윤혜, 오승훈, 이상희, 이신성, 김신광, 김자영 | 멜로,로맨스      |                 |
| 10월   | 11일   | 화란                            | 플렉스엠 엔터테인먼트                | 김창훈         | 홍사빈, 송중기, 김형서 | 드라마           |                 |
| 10월   | 11일   | 화사한 그녀                     | (주)제이앤씨미디어그룹               | 이승준         | 엄정화, 송새벽, 방민아, 손병호, 김재화, 박호산, 김성식, 박진우, 정영주, 정인기, 조한준, 김형우, 윤현식, 김재용, 박영웅, 배준수                                        | 코미디           |                 |
| 10월   | 18일   | 괴담만찬                        | (주)더콘텐츠온                       | [ 2 ]          | 장승연, 신은수, 김호정, 김태훈, 조재윤, 윤현민, 장광, 손지나, 이주영, 김주령                                                                                          | 공포(호러)       |                 |
| 10월   | 18일   | 믿을 수 있는 사람               | 찬란                                 | 곽은미         | 이설, 오경화, 박세현, 우정원, 이노아, 전봉석 | 드라마           |                 |
| 10월   | 19일   | 고인돌                          | (주)무당벌레필름                     | 박기복         | 김장훈, 박누리, 강윤주, 박준철, 박영배 | 드라마           |                 |
| 10월   | 19일   | 오늘의 하루                     | (주)영화제작전원사, (주)콘텐츠판다   | 홍상수         | 기주봉, 김민희, 송선미, 박미소, 하성국, 김승윤 | 드라마           |                 |
| 10월   | 25일   | 용감한 시민                     | (주)마잍드마크                       | 박진표         | 신혜선, 이준영, 박정우, 박혁권, 차청화 | 기타             |                 |
| 10월   | 25일   | 오픈 더 도어                    | (주)콘텐츠판다, (주)B.A.엔터테인먼트 | 장항준         | 이순원, 서영주, 김수진, 강애심 | 범죄,스릴러      |                 |
| 10월   | 28일   | 너와 나                         | (주)필름영                           | 조현철         | 박혜수, 김시은 | 드라마           |                 |
| 11월   | 1일    | 독친                            | (주)트리플픽쳐스                     | 김수인         | 장서희, 강안나, 최소윤, 윤준원, 오태경 | 공포, 미스터리   |                 |
| 11월   | 1일    | 소년들                          | (주)CJ이엔엠                         | 정지영         | 설경구, 유준상, 진경, 허성태, 엄혜란 | 드라마, 범죄     |                 |
| 11월   | 1일    | 약속                            | 엠라인디스트리뷰션(주)               | 민병훈         | 민시우, 민병훈, 안은미 | 다큐멘터리       |                 |
| 11월   | 8일    | 5시부터 7시까지의 주희          | (주)인디스토리                       | 장건재         | 김주령, 문호진 | 드라마           |                 |
| 11월   | 8일    | 뉴 노멀                         | (주)바이포엠스튜디오                 | 정범식         | 최지우, 미유미, 최민호, 표지훈, 하다인, 정동원, 이문식, 이주실, 이동규, 황승언, 김미화                                                                                | 스릴러           |                 |
| 11월   | 8일    | 너를 줍다                       | 영화로운 형제                        | 심혜정         | 김재경, 현우 | 드라마           |                 |
| 11월   | 8일    | 괴인                            | (주)영화사 진진                      | 이정홍         | 박기홍, 최경준, 이소정, 안주민, 이기쁨, 전길 | 드라마           |                 |
| 11월   | 9일    | 물귀신                          | (주)라온컴퍼니플러스                 | 임지훈         | 박선혜, 박한, 윤이례, 이혜연, 신동력, 방미라 | 공포,미스터리    |                 |
| 11월   | 15일   | 더 와일드: 야수들의 전쟁        | (주)제이엔씨미디어그룹               | 김봉한         | 박성웅, 오대한, 오달수, 주석태, 서지혜 | 액션             |                 |
| 11월   | 15일   | 나의 피투성이 연인              | (주)디오시네마                       | 유지영         | 한혜인, 이한주, 오만석, 강신철, 전아희, 김현진, 박가영, 박미현, 최희진, 김판겸                                                                                        | 드라마           |                 |
| 11월   | 15일   | 만분의 일초                     | (주)더쿱디스트리부션                 | 김성환         | 주종혁, 문진승, 장준휘, 김용석, 최민철, 이주연, 박지아, 조유신, 전진기, 오자훈                                                                                        | 드라마           |                 |
| 11월   | 22일   | 빅슬립                          | 찬란                                 | 김태훈         | 김영성, 최준우 | 드라마           |                 |
| 11월   | 22일   | 사채소년                        | 영화사 빅                            | 황동석         | 유선호, 강미나, 유인수 | 액션             |                 |
| 11월   | 22일   | 서울의 봄                       | (주)플렉스엠 엔터테인먼트            | 김성수         | 황정민, 정우성, 이성민, 박해준, 김성균 | 드라마           | 천만영화        |
| 11월   | 24일   | 그림자 고백                     | 와이드 릴리즈(주)                    | 이대경         | 렌, 박상남, 홍승희, 함은정, 최은준, 고동하, 장예찬, 김지율, 이건하, 이재평, 신정식                                                                                    | 드라마           |                 |
| 11월   | 29일   | 싱글 인 서울                    | (주)롯데컬쳐윅스                     | 박범수         | 이동욱, 임수정, 이솜, 장현성, 김지영, 이미도, 이상이, 윤대열 | 멜로·로맨스      |                 |
| 11월   | 29일   | 아줌마                          | (주)싸이더스, 스튜디오 에이드        | 허 슈밍        | 홍휘랑, 강형석, 정동환 | 드라마           | 한-싱 공동 제작 |
| 11월   | 30일   | 매드                            | 시네마 뉴원                          | 최지온         | 하지인, 최지온, 김장수, 송성사, 최바울, 김주희, 송주영, 손반석, 신동석                                                                                                | 미스터리         |                 |
| 12월   | 2일    | 수운잡방                        | 와이드 릴리즈(주)                    | 최연수         | 윤산하, 김강민, 백성현, 강신일, 조재윤, 이태성, 원근희 | 드라마           |                 |
| 12월   | 6일    | 3일의 휴가                      | (주)쇼박스                           | 육상효         | 김해숙, 신민아, 강기영, 황보라, 박명훈 | 판타지           |                 |
| 12월   | 6일    | 룩앳미 터치미 키스미            | 시네마 뉴원                          | 김태식         | 홍완표, 이태경, 이슬기 | 멜로·로맨스      |                 |
| 12월   | 6일    | 교토에서 온 편지                | 판씨네마(주)                         | 김민주         | 한선화, 차미경, 한채아, 송지현 | 드라마           |                 |
| 12월   | 6일    | 물비늘                          | (주)인디스토리                       | 임승현         | 김자영, 홍예서 | 드라마           |                 |
| 12월   | 13일   | 비밀                            | (주)영화특별시에스엠씨               | 임경호, 소준범 | 김정현, 박성현, 길해원, 다원 | 스릴러           |                 |
| 12월   | 13일   | 언더 유어베드                   | (주)트리플픽쳐스                     | 사부           | 이지훈, 이윤우, 신수항 | 스릴러           |                 |
| 12월   | 14일   | 미끼                            | 와이드릴리즈(주)                     | 윤권수         | 백진희, 송재림, 배유람 | 드라마           |                 |
| 12월   | 14일   | 재시는 그때 스물살이었다        | (주)시네마써울                       | 한명구         | 설향, 임영서, 장명훈, 오안진, 박승현, 연두홍, 장수애, 김가빈, 안효진, 이예진, 김재근, 변현식, 유영미, 김창조, 백경훈, 유승희                                          | 드라마           |                 |
| 12월   | 20일   | 노량: 죽음의 바다               | (주)롯데컬쳐윅스                     | 김한민         | 김윤석, 백윤식, 정재영, 허준호, 김성규, 이규형, 이무성, 최덕문, 안보현, 박명훈, 박훈, 문정희                                                                          | 판타지           |                 |
| 12월   | 20일   | 신세계로부터                    | 필름다빈                             | 최정민         | 정하담, 이해인, 진용욱, 신나래 | 기타             |                 |
| 12월   | 27일   | 르네에게                        | (주)드림팩트엔터테인먼트             | 윤재연         | 양동근, 던밀스 | 로맨스           |                 |

## 참고 자료
- KOFIC 영화데이터베이스

## 같이 보기
- 2023년 대한민국의 영화